# Erateina herbertina
Erateina herbertina là một loài bướm đêm trong họ Geometridae.